# Miguel Alemán, San Juan Evangelista
Miguel Alemán är en ort i Mexiko.   Den ligger i kommunen San Juan Evangelista och delstaten Veracruz, i den sydöstra delen av landet, 500 km öster om huvudstaden Mexico City. Miguel Alemán ligger 47 meter över havet och antalet invånare är 277.
Terrängen runt Miguel Alemán är platt. Runt Miguel Alemán är det ganska tätbefolkat, med 52 invånare per kvadratkilometer. Närmaste större samhälle är San Juan Evangelista, 6,5 km norr om Miguel Alemán. Omgivningarna runt Miguel Alemán är en mosaik av jordbruksmark och naturlig växtlighet.